# Coppa CERS 1983-1984
La Coppa CERS 1983-1984 è stata la 4ª edizione dell'omonima competizione europea di hockey su pista riservata alle squadre di club. Il torneo ha avuto inizio il 7 aprile e si è concluso l'8 luglio 1984.
Il titolo è stato conquistato dallo Sporting CP per la prima volta nella sua storia.

## Squadre partecipanti
| Nazione        | Club          | Città                    | Qualificazione                               |
| -------------- | ------------- | ------------------------ | -------------------------------------------- |
| Francia        | Gujan-Mestras | Gujan-Mestras            | 3º in 1ere Division 1983                     |
| Francia        | Nantes        | Nantes                   | 4º in 1ere Division 1983                     |
| Germania Ovest | Darmstadt     | Darmstadt                | 3º in 1 Bundesliga 1983                      |
| Italia         | Amatori Lodi  | Lodi                     | 2º in Serie A 1982-1983, finale play-off     |
| Italia         | Follonica     | Follonica                | 6º in Serie A 1982-1983, semifinali play-off |
| Italia         | Novara        | Novara                   | 5º in Serie A 1982-1983, semifinali play-off |
| Portogallo     | Sanjoanense   | São João da Madeira      | 5º in 1ª Divisão 1983                        |
| Portogallo     | Sesimbra      | Sesimbra                 | 4º in 1ª Divisão 1983                        |
| Portogallo     | Sporting CP   | Lisbona                  | 3º in 1ª Divisão 1983                        |
| Spagna         | Noia          | Sant Sadurní d'Anoia     | 4º in División de Honor 1982-1983            |
| Spagna         | Voltregà      | Sant Hipòlit de Voltregà | 5º in División de Honor 1982-1983            |
| Svizzera       | Thunerstern   | Thun                     | 2º in Lega Nazionale A 1983                  |

## Risultati

### Primo turno
| Squadra 1   | Totale  | Squadra 2    | Andata | Ritorno |
| ----------- | ------- | ------------ | ------ | ------- |
| Follonica   | 11 - 13 | Amatori Lodi | 9 - 10 | 2 - 3   |
| Sanjoanense | 6 - 10  | Novara       | 5 - 2  | 1 - 8   |
| Sporting CP | 9 - 1   | Noia         | 5 - 0  | 4 - 1   |
| Voltregà    | 7 - 5   | Sesimbra     | 4 - 0  | 3 - 5   |

### Quarti di finale
| Squadra 1   | Totale | Squadra 2     | Andata | Ritorno |
| ----------- | ------ | ------------- | ------ | ------- |
| Darmstadt   | 11 - 6 | Nantes        | 6 - 2  | 5 - 4   |
| Sporting CP | 56 - 5 | Gujan-Mestras | 33 - 1 | 23 - 4  |
| Thunerstern | 4 - 17 | Novara        | 2 - 2  | 2 - 15  |
| Voltregà    | 8 - 7  | Amatori Lodi  | 6 - 1  | 2 - 6   |

### Semifinali
| Squadra 1   | Totale  | Squadra 2 | Andata | Ritorno |
| ----------- | ------- | --------- | ------ | ------- |
| Darmstadt   | 9 - 17  | Novara    | 5 - 7  | 4 - 10  |
| Sporting CP | 16 - 12 | Voltregà  | 10 - 9 | 6 - 3   |

### Finale
| Squadra 1 | Totale | Squadra 2   | Andata | Ritorno |
| --------- | ------ | ----------- | ------ | ------- |
| Novara    | 7 - 12 | Sporting CP | 4 - 1  | 3 - 11  |